# Genshiken
Genshiken (jap. げんしけん) ist ein Manga von Kio Shimoku, der seit 2002 veröffentlicht wird und mehrfach als Anime verfilmt wurde. Er beschreibt sowohl das Leben als Otaku als auch deren Lebensstil. Die Serie hat zudem zwei Spin-offs hervorgebracht: Kujibiki Unbalance, welche ebenfalls als Manga und Anime produziert wurde, und Rāmen Tenshi Pretty Menma, welche als Manga erschien.

## Inhalt
Die Serie handelt vom Hochschulclub „Genshiken“, einem Club für Otakus, und vom Leben seiner Mitglieder. Genshiken steht als Abkürzung für Gesellschaft zur Erforschung der modernen visuellen Kultur (現代視覚文化研究会, Gendai Shikaku Bunka Kenkyūkai). Mitglieder des Clubs sind anfangs Kanji Sasahara, Makoto Kōsaka, Harunobu Madarame, Sōichirō Tanaka, Mitsunori Kugayama, Kanako Ōno und der stille, verschwiegene Präsident, der schon seit der Gründung des Clubs 1987 dabei ist. Saki Kasukabe, Makotos Freundin, ist wegen ihres Freundes häufig im Club, teilt seine Vorliebe für Mangas, Animes und Games jedoch nicht und will ihn davon abbringen. Die Mitglieder von Genshiken verbringen den Alltag als Otakus mit Videospielen und Animes, fahren gemeinsam zu Conventions, müssen sich mit Neuzugängen herumärgern und sind von der Schließung ihres Clubs bedroht.

## Charaktere
- Kanji Sasahara: Student Kanji Sasahara ist ein Anime- und Manga-Fan und überwindet sich am Anfang der Serie dazu, dem Hochschulclub Genshiken, einem Club für Otakus, beizutreten. Mit der Zeit überwindet er seine Schamgefühle für seine Leidenschaft, wird ein enthusiastisches Clubmitglied und später auch zum dritten Präsidenten des Clubs. Er hat eine kleine Schwester namens Keiko Sasahara.
- Makoto Kōsaka: Makoto Kōsaka ist ebenfalls ein Neuzugang bei den Genshiken, ein Bishōnen und herausragender Gamer. Er ist der Freund von Saki Kasukabe.
- Saki Kasukabe: Saki Kasukabe ist die Freundin von Makoto, kann seine Vorliebe für Mangas, Animes und Games jedoch weder teilen, geschweige denn gutheißen. Sie wird vom ersten Präsidenten dazu erpresst dem Club beizutreten und rettet ihn zweimal vor der Schließung. Mit der Zeit kommt sie immer besser mit den anderen und deren Otaku-Lebensstil klar, ohne jedoch selbst ein Otaku zu werden.
- Harunobu Madarame: Harunobu Madarame ist selbst für Otaku-Verhältnisse ein Härtefall, der praktisch sein ganzes Geld für Dōjinshi ausgibt. Daher hat er nur wenig Geld für Essen oder andere Dinge des täglichen Lebens. Er ist der zweite Präsident von Genshiken, nachdem der erste Präsident sein Amt an ihm abgegeben hat.
- Sōichirō Tanaka: Sōichirō Tanaka ist ein begeisterter Cosplayer. Bis zum Eintreten von Kanako Ōno ist er der einzige Cosplayer im Club und stellt für sie die Kostüme her. Durch ihre gemeinsamen Interessen haben Tanaka und Ōno eine enge Bindung zueinander und werden später ein Paar. Ein weiteres Hobby von Tanaka ist das Zusammenbauen von Plastikmodellen von Kampfrobotern.
- Mitsunori Kugayama: Mitsunori Kugayama ist ein stotternder, etwas übergewichtiger, eher verschlossener Zeitgenosse und bis zum Erscheinen von Chika Ogiue der Einzige bei Genshiken, der gut zeichnen kann, jedoch fehlt es ihm an Motivation.
- Kanako Ōno: Kanako Ōno ist das erste weibliche Mitglied, das dem Club freiwillig beitritt. Sie teilt mit Tanaka die Leidenschaft für Cosplay und ist ein Yaoi-Fan. Vor ihrer Zeit in Japan lebte sie in den USA. Sie übernimmt als erste Präsidentin den Posten des dritten Präsidenten Kanji Sasahara.
- Chika Ogiue: Chika Ogiue ist eine selbsternannte Otaku-Hasserin und hasst insbesondere weibliche Otakus, ist jedoch in Wahrheit selbst ein Otaku und schämt sich anfangs dafür. Sie ist wie Kugayama eine Amateur-Zeichnerin und zeichnet in ihrer Freizeit erotische Dōjinshi von Kanji Sasahara und Harunobu Madarame. Sie ist außerdem wie Ōno ein Yaoi-Fan. Ogiue ist der fünfte Präsident von Genshiken.
- Manabu Kuchiki: Manabu Kuchiki ist ein lautes und nerviges Mitglied von Genshiken. Er kommt erst ein Jahr nach Sasahara dazu. Vor seiner Zeit bei Genshiken war er Mitglied bei einem anderen Anime-Club. Er ist nach Kōsaka der zweitbeste Gamer im Club.

## Veröffentlichungen

### Manga
Der Manga startete am 25. April 2002 in der Ausgabe 6/2002 des Magazins Afternoon bei Kodansha und endete vorläufig in der Ausgabe 7/2006 am 25. Mai 2006. Die Kapitel wurden in 9 Sammelbänden (Tankōbon) zusammengefasst. Am 25. Dezember 2009 erschien in der Ausgabe 2/2010 zunächst das 56. Kapitel, ehe die Reihe regelmäßig seit dem 25. Oktober 2010 mit Ausgabe 12/2010 als Genshiken Nidaime (げんしけん 二代目, sinngemäß „Genshiken: 2. Staffel“) fortgeführt wird. Die Fortsetzung endet am 25. August 2016 mit der Ausgabe 10/2016. Von der zweiten Reihe wurden bisher acht Sammelbände veröffentlicht.
In den USA, Kanada und Großbritannien wurde der erste Manga von Del Rey Manga veröffentlicht, in Italien von Star Comics und in Frankreich von Editions Kurokawa. Auf Deutsch erschien der erste Manga beim Heyne Verlag.

### Anime
Der Anime auf Basis des Mangas wurde unter der Regie von Takashi Ikehata bei Palm Studio produziert. Für das Charakterdesign war Hirotaka Kinoshita verantwortlich und künstlerischer Leiter war Shin Okui. Dabei wurde der Manga originalgetreu umgesetzt, mit den ersten 15 Folgen wurden die ersten fünf Bände des Mangas adaptiert. Bei der Produktion stand zunächst Sasahara im Mittelpunkt steht, später wurde der Fokus auf die anderen Mitglieder der Genshiken und deren Leben ausgeweitet. Dabei wurde darauf geachtet, die Atmosphäre der Manga-Serie zu erhalten. Die Serie wurde vom 10. Oktober bis zum 26. Dezember 2004 in zwölf Folgen beim japanischen Fernsehsender Kids Station ausgestrahlt. Von Media Factory wurde ursprünglich verkündet, dass eine zweite Staffel im Oktober 2006 veröffentlicht werden würde. Im Mai 2006 erklärte Media Factory jedoch, dass man anstatt einer zweiten Staffel den Anime Kujibiki Unbalance als Spin-off herausbringen wird. So folgte im Dezember 2006 eine dreiteilige Original Video Animation zu Genshiken, welche die Folgen 13, 14 und 15 darstellt, sowie der Ableger Kujibiki Unbalance. Am 23. April 2007 bestätigte die Webseite von Genshiken eine zweite Staffel. Vom 10. Oktober bis 26. Dezember 2007 wurde diese schließlich unter dem Titel Genshiken 2 von Chiba TV, TV Aichi und TV Saitama im japanischen Fernsehen ausgestrahlt.
Die Serie und die OVA wurden ins Englische und Chinesische übersetzt. Von der Serie gibt es außerdem französische, spanische, polnische und schwedische Übersetzungen. In Deutschland wurde der Anime 2005 auf fünf DVDs inklusive des ersten Kujibiki Unbalance-Animes bei Anime Virtual veröffentlicht.

#### Synchronisation
| Rolle              | Japanischer Sprecher (Seiyū) | Deutscher Sprecher |
| ------------------ | ---------------------------- | ------------------ |
| Kanji Sasahara     | Takanori Ōyama               | Timm Neu           |
| Makoto Kōsaka      | Mitsuki Saiga                | Sebastian Schulz   |
| Saki Kasukabe      | Satsuki Yukino               | Esra Vural         |
| Harunobu Madarame  | Nobuyuki Hiyama              | Sven Plate         |
| Sōichirō Tanaka    | Tomokazu Seki                | Dennis Schmidt-Foß |
| Mitsunori Kugayama | Kenji Nomura                 | Tilo Schmitz       |
| Kanako Ōno         | Ayako Kawasumi               | Susanne Kaps       |
| Chika Ogiue        | Kaori Mizuhashi              |                    |
| Manabu Kuchiki     | Akira Ishida                 |                    |

#### Musik
Die Musik des Animes wurde komponiert von Masanori Takumi. Die erste Folge der Serie beginnt mit dem Vorspannlied Kujibiki Unbalance (くじびきアンバランス) von UNDER17, die anderen mit My Pace Daioh (マイペース大王) von manzo. Der Abspann wurde mit dem Titel Biidama (びいだま) von Saori Atsumi unterlegt. Für den Vorspann der OVA verwendete man Seishun to shite von manzo.
Die zweite Staffel hat das Vorspannlied disarm dreamer von Aki Misato sowie folgende Titel in den Abspannen:
- Clubhouse Sandwich (クラブハウスサンド) von Yuumao
- Ai (あい) von Saori Atsumi
- Biidama (びいだま) von Saori Atsumi

## Spin-offs

### Kujibiki Unbalance
Kujibiki Unbalance, welches die Lieblingssendung der Hauptdarsteller von Genshiken darstellt und eine typische romantische Komödie ist, wurde mittlerweile ebenfalls als Manga und Anime-Serie umgesetzt. Auf der ersten Veröffentlichung von Genshiken waren drei OVA-Episoden der Serie enthalten. 2006 schließlich wurde eine zwölfteilige Serie von Kujibiki Unbalance auf demselben Fernsehsender wie Genshiken ausgestrahlt und auf DVD veröffentlicht. Auf den DVD-Veröffentlichungen der Serie befand sich auch jeweils eine OVA-Episode von Genshiken. Von September 2006 bis Dezember 2008 wurde dazu ein Manga von Keito Koume im Magazin Afternoon veröffentlicht.

### Rāmen Tenshi Pretty Menma
Eine andere fiktive Serie, welche man für Genshiken erfunden hat, ist Rāmen Tenshi Pretty Menma (ラーメン天使プリティメンマ)), ein Erogē. Während das Spiel in der ersten Staffel nur kurz erwähnt wurde, rückte es während der zweiten Staffel mehr in den Blickpunkt. Das Spiel dreht sich um Kaoru Torigara, dem einzigen Sohn eines Ramen-Ladenbesitzers, welcher den gerade geerbten Laden renovieren will. Er entdeckt dabei, dass der Laden einen Schutzengel (tenshi) namens Pretty Menma hat. Sie erklärt ihm, dass sie ihm helfen soll, einen Wettkampf, welcher zwischen den Restaurants alle vier Jahre ausgetragen wird, zu gewinnen. Ähnlich wie Kujibiki Unbalance wurde die Serie 2007 als Manga produziert, welche gezeichnet von Noria Shiroi im Manga-Magazin Monthly Comic Alive veröffentlicht wurde. Ein Sammelband (ISBN 978-4-8401-1992-4) erschien am 23. Januar 2008. Außerdem gab es auch eine eigene Web-Radio-Show zur Serie.

## Rezeption
Die Zeitschrift AnimaniA schreibt über den Manga: „Die Menschlichkeit und erfrischende Offenherzigkeit der Genshiken-Freunde machen […] den Charme der unverklemmten Story aus, der trotz der erotischen Anspielungen selten in Obszönitäten abrutscht.“ Dabei sei die Serie „äußerst detailliert und in einem kantigen, lockeren Stil gezeichnet.“
Die Animation Animeserie hat laut AnimaniA durchschnittliches TV-Niveau, allerdings mit streckenweise „liebevollen und detaillierten Hintergründen“. Die matt-sanfte Gestaltung der Augen sorge für eine ansprechende Atmosphäre und den realistischen, unaufdringlichen Charakter der Serie. Einige Szenen erinnerten mit „gestricheltem Design und eher blassen Farben“ an kolorierte Manga-Panels. Die deutsche Synchronisation sei gelungen, der Soundtrack sei aber wenig auffällig und „plätschert eher im Hintergrund“. Die Handlung biete „witzige Otaku-Unterhaltung, die mit einem ganz unaufdringlichem Humor und wunderbaren Charakteren verzaubert“ und einen „wirklichkeitsnahen Einblick in das japanische Otaku-Leben“. Die Serie ähnele dabei Cosplay Complex und Otaku no Video.